# Ricardo Cortés Lastra
Ricardo Cortés Lastra (ur. 23 września 1969 w Castro-Urdiales) – hiszpański polityk, poseł do Parlamentu Europejskiego VII kadencji.

## Życiorys
Uzyskał licencjat z zakresu prawa, następnie ukończył studia magisterskie z administracji publicznej. Objął stanowisko dyrektora wykonawczego fundacji wspierającej Hiszpanów w świecie (Fundación Españoles en el Mundo). W 1988 wstąpił do związku zawodowego UGT, a także do Hiszpańskiej Socjalistycznej Partii Robotniczej. Od 2003 pełni funkcję koordynatora kampanii wyborczych tego ugrupowania za granicą. Współtworzył stowarzyszenie Espacio Europa XXI, wchodzące w skład hiszpańskiej federacji w Ruchu Europejskim.
W wyborach w 2009 z ramienia PSOE uzyskał mandat deputowanego do Parlamentu Europejskiego. W PE przystąpił do grupy Postępowego Sojuszu Socjalistów i Demokratów, wybrano go też do Komisji Rozwoju Regionalnego.